# 2024 în cinematografie

## Evenimente
- 24 mai: Filmul Trei kilometri până la capătul lumii, regizat de Emanuel Pârvu, a câștigat Premiul Queer Palm la Festivalul Internațional de Film de la Cannes.
- septembrie: Filmul Anul Nou care n-a fost, regizat, scris și produs de Bogdan Mureșanu, a primit patru premii la Festivalul Internațional de la Veneția: Cel mai bun film din secțiunea Orizzonti, Premiul FIPRESCI – oferit de juriul Federației Internaționale a Criticilor de Film, premiul Bisato d'Oro 2024 pentru Cel mai bun scenariu, oferit de criticii independenți și Premiul Authors under 40.[1][2]

## Premiere românești
| Premiera      | Titlu                                | Regizor                             | Distribuție                                                                                      | Gen                         |  |
| ------------- | ------------------------------------ | ----------------------------------- | ------------------------------------------------------------------------------------------------ | --------------------------- |  |
| 5 ianuarie    | Tati part-time                       | Letiția Roșculeț                    | Alex Bogdan, Eva Măruță                                                                          | comedie                     |  |
| 19 ianuarie   | Klaus & Baroso                       | Bogdan Theodor Olteanu              | Cosmin Nedelcu, Adrian Nicolae                                                                   | comedie                     |  |
| 26 ianuarie   | Avram Iancu împotriva imperiului     | Neagu Theo Thorn                    | Horia Fedorca, Kata Pánczél, Paula Hrisu, Alin Panc                                              | dramă istoric               |  |
| 26 ianuarie   | Selfie 72                            | Ciprian Nicula                      | Ciprian Nicula, Tedy Necula, Andreea Nicula, Alexandru Sima                                      | acțiune, comedie, polițist  |  |
| 9 februarie   | Complotul bonelor                    | Iura Luncașu                        | Anamaria Prodan, Cristian Iacob                                                                  | comedie                     |  |
| 16 februarie  | Ecce Homo Brâncoveanu                | Dan Pița                            | Constantin Pușcașu, Daniela Nane, Dorel Vișan, Claudiu Bleonț, Marius Bodochi, Marius Stănescu   | dramă, istoric              |  |
| 1 martie      | Hai, România!                        | Claudiu Mitcu                       | Gheorghe Hagi, Gheorghe Popescu, Ilie Dumitrescu, Bogdan Stelea, Florin Prunea                   | documentar                  |  |
| 15 martie     | 2020                                 | Bobby Bărbăcioru                    | Silviu Geamănu, Puiu-Mircea Lăscuș, Simona Măicănescu                                            | comedie                     |  |
| 15 martie     | La Snagov                            | Cristian Comeaga                    | Dan Aștilean, Nicodim Ungureanu, Radu Botar, Cătălin Cătoiu, Mara Nicolescu                      | dramă                       |  |
| 22 martie     | Băieții buni ajung în Rai            | Radu Potcoavă                       | Bogdan Dumitrache, Cosmina Stratan, Marian Râlea, Sergiu Costache                                | comedie                     |  |
| 27 martie     | Săptămâna Mare                       | Andrei Cohn                         | Bogdan Farcaș, Iulian Postelnicu, Cristina Flutur, Nicoleta Lefter, Ciprian Chiricheș, Doru Bem  | dramă                       |  |
| 12 aprilie    | Horia                                | Ana Maria Comănescu                 | Daniela Nane, Angelina Pavel, Liviu Cheloiu, Vladimir Țeca                                       | aventuri                    |  |
| 19 aprilie    | Nasty                                | Tudor Giurgiu                       | Ilie Năstase, Ion Țiriac, John McEnroe, Boris Becker, Rafael Nadal, Nadia Comăneci               | documentar                  |  |
| 26 aprilie    | Buzz House: The Movie                | Florin Babei                        | Andrei Șelaru, Matei Dima, Drăcea                                                                | comedie, horror             |  |
| 31 mai        | Weekend de vis                       | Ovidiu Georgescu                    | Ioana Mărcoiu, Radu Andrei Micu                                                                  | comedie, dramă              |  |
| 7 iunie       | Noaptea lui Vlad                     | Ciprian Dumitrașcu                  | Filip Alexandru Munteanu, George Burcea, Giulia Anghelescu, Monica Bîrlădeanu, Daniel Nuță       | acțiune, fantastic          |  |
| 13 septembrie | Ca fetele                            | Camelia Popa                        | Maia Morgenstern, Adriana Trandafir, Marian Râlea                                                | comedie                     |  |
| 13 septembrie | Ext. Mașină. Noapte                  | Andrei Crețulescu                   | Rodica Lazăr, Dorian Boguță, Șerban Pavlu, Andi Vasluianu                                        | comedie                     |  |
| 20 septembrie | Unde merg elefanții                  | Camelia Popa                        | Maia Morgenstern, Adriana Trandafir, Marian Râlea                                                | comedie                     |  |
| 27 septembrie | Anul Nou care n-a fost               | Bogdan Mureșanu                     | Adrian Văncică, Nicoleta Hâncu, Emilia Dobrin, Iulian Postelnicu, Mihai Călin, Andrei Miercure   | comedie, dramă              |  |
| 27 septembrie | Zăpadă, Ceai și Dragoste 2           | Cătălin Bugean                      | Liviu Vârciu, Bogdan Farcaș, Levent Sali                                                         | comedie                     |  |
| 11 octombrie  | Trei kilometri până la capătul lumii | Emanuel Pârvu                       | Laura Vasiliu, Adrian Titieni, Bogdan Dumitrache, Ingrid Berescu, Ciprian Chiujdea               | dramă, thriller             |  |
| 11 octombrie  | Spre punctul G                       | Andi Gherghe, Szitai Eszter         | Larisa Dobrin, Laura Mihalache, Adrian Cucu, Bogdan Bob Rădulescu, Bogdan Farcaș, Cristian Iorga | comedie                     |  |
| 18 octombrie  | Retreat Vama Veche                   | Cătălin Rotaru, Gabi Virginia Șarga | Iulia Verdeș, Richard Bovnoczki, Miriam Rizea                                                    | comedie, dramă              |  |
| 25 octombrie  | Candidatul perfect                   | Alex Coteț                          | Cătălina Grama, Nicu Banea, Matei Dima, Andi Vasluianu                                           | comedie                     |  |
| 1 noiembrie   | Moartea în vacanță                   | Cristian Ilișuan                    | Mircea Popa, Maria Popovici, Costel Bojog                                                        | comedie                     |  |
| 22 noiembrie  | Moromeții 3                          | Stere Gulea                         | Horațiu Mălăele, Iulian Postelnicu, Mara Bugarin, Olimpia Melinte                                | dramă                       |  |
| 6 decembrie   | Căsătoria                            | Mihai Bendeac                       | Mihai Bendeac, Liviu Pintileasa, Vlad Drăgulin                                                   | comedie                     |  |
| 30 decembrie  | Duel în trei                         | Iura Luncașu                        | Florin Aioane, Maruca Băiașu, Andrei Mateiu, Adrian Titieni                                      | comedie, romantic, dragoste |  |

## Filmele cu cele mai mari încasări
| Loc | Film                            | Distribuitor | Încasări globale |
| --- | ------------------------------- | ------------ | ---------------- |
| 1   | Întors pe dos 2                 | Disney       | 1.698.778.437$   |
| 2   | Deadpool & Wolverine            | Disney       | 1.338.073.645$   |
| 3   | Sunt un mic ticălos 4           | Universal    | 969.183.984$     |
| 4   | Moana 2 †                       | Disney       | 964.087.902$     |
| 5   | Dune: Partea II                 | Warner Bros. | 714.444.358$     |
| 6   | Vrăjitoarele (Wicked) †         | Universal    | 683.947.060$     |
| 7   | Godzilla x Kong: Un nou imperiu | Warner Bros. | 571.750.016      |
| 8   | Kung Fu Panda 4                 | Universal    | 547.699.816$     |
| 9   | Mufasa: Regele Leu †            | Disney       | 485.619.003$     |
| 10  | YOLO (Re la gun tang)           | China Film   | 479.597.304$     |